# Berflobeek
De Berflobeek is een beek in Twente, die vanaf De Broeierd in Enschede naar de Bornse Beek in het noorden van Hengelo stroomt.
De huidige beek loopt via het waterzuiverings- en waterbergingsgebied Kristalbad naar het zuiden van Hengelo en vervolgens door de  wijk Berflo Es naar het centrum. Na de samenvloeiing van de Berflobeek met de Elsbeek (Drienerbeek) in de wijk Woolde gaat de stroom verder onder de naam de Bornse Beek. Deze voert het water noordwaarts in de richting van Borne en Almelo.

## Geschiedenis
De Berflobeek was onderdeel van een bekensysteem in Twente dat sinds de negentiende eeuw door stadsuitbreiding voor een groot deel verloren is gegaan en waarvoor een groot aantal verschillende namen in gebruik waren. De beek had zijn oorsprong op de stuwwal bij Enschede waar de bovenloop werd gevormd door de Roombeek. Ter hoogte van het Landgoed Drienerlo en de wijk Bruggenmors heette de beek Elsbeek. Stroomafwaarts werd weer de naam Koekoeksbeek gebruikt. Ter hoogte van Twekkelo werd deze beek ook wel de Waarbeek genoemd. Pas ten zuiden van Hengelo kreeg de beek de naam Berflobeek (ook wel Barflosche beek). 

In de 19e eeuw werden in Hengelo diverse textielfabrieken langs de Berflobeek gebouwd. Deze fabrieken gebruikten het water voor hun productie en loosden hun afval in het water van de beek, waardoor het water onnatuurlijk ging kleuren en ernstig stinken. Ook werd huishoudelijk afval door de aanliggende bewoners in de beek gestort. In de loop der tijd werd de Berflobeek steeds meer onder de grond geleid om deze aan het zicht en de neus te onttrekken. Zo liep de beek onder het zogenaamde industrieplein (Stork en Co) door.
In het verleden, o.a. in 1941 en 1946, had Hengelo regelmatig met wateroverlast van de Berflobeek en de Drienerbeek te kampen. Doordat fabrieken in het hoger gelegen Enschede hun koelwater op de beek loosden, kon dit in combinatie met sterke regenval leiden tot overstromingen in de stad.
In de jaren zestig werd er een omleidingkanaal rondom Hengelo aangelegd, zodat de beken minder water door de stad hoefden te vervoeren. In Hengelo veranderde de Berflobeek daardoor in een klein slootje.

## Herinrichting
In het begin van de 21ste eeuw is de beek op diverse plaatsen opnieuw ingericht. De Berflobeek heeft een natuurvriendelijke inrichting gekregen, is weer zichtbaarder geworden en de waterafvoerfunctie voor Berflo Es is verbeterd.